# N55
 Der er for få eller ingen kildehenvisninger i denne artikel, hvilket er et problem. Du kan hjælpe ved at angive troværdige kilder til de påstande, som fremføres i artiklen.

N55 er en dansk kunstgruppe der især arbejder med kunst som en del af hverdagen. N55 har vundet stor anerkendelse internationalt. N55 har med skiftende medlemmer eksisteret siden 1996, N55 blev startet efter nedlæggelsen af udtillingsstedet Nørre Farimagsgade 55. Udstillingsstedet blev startet i 1994 af 12 studerende ved Kunstakademiet i København på initiativ af Ion Sørvin og Rikke Luther. En mindre gruppe Insisterede på at bo og arbejde sammen kollektivt og flyttede sammen i kollektiv på adressen Studiestræde 14. Her begyndte man at "bygge byen om indefra" ved simpelthen at arbejde med de ting som vi omgiver os med i hverdagen og bruge det til at skabe betydning i forskellige situationer.
Kunstnere som Jakob Jakobsen og Henriette Heise blev inviteret til at samarbejde i studiestræde og dørene blev jævnligt åbnet for diverse arrangementer. Kort efter dannelsen af N55 gennemførte gruppen en udstilling på kunstmuseet Louisiana. Kernen i deres bidrag var en tekst kaldet ART AND REALITY, skrevet af Jon Sørvin og Ingvil Hareide Aarbakke i samarbejde med filosoffen Peter Zinkernagel. Denne tekst har siden været en afgørende del af gruppens arbejde. I de følgende år blev gruppens tid delt mellem en stor produktion af værker og udstillinger i hele verden.
I 2000 flyttede tre af gruppens medlemmer sammen ud i Københavns havn efter konstruktionen af et flydende hus kaldet N55 SPACEFRAME. N55 SPACEFRAME blev brugt som basis for forskellige aktiviteter i lokalområdet i København indtil 2003. I 2003 udgav N55 bogen N55 BOOK med manualer på en lang række systemer. Der er ingen copyright på gruppens arbejde og bogen kan frit downloades fra internettet. N55 BOOK er i al væsentlighed forfattet af Ion Sørvin og Igvil Aarbakke, Der havde igennem årene dannet sig et fast mønster hvor Ion Sørvin stod for ideer og værker og Ingvil Hareide Aarbakke og Ion Sørvin stod for tekst. Således var gruppen efterhånden mere et postulat end et reelt samarbejde i dens daværende form.
I 2002 forlod Rikke Luther og Cecilia Wendt gruppen. Indtil 2005 bestod gruppen herefter udelukkende af Ion Sørvin og Ingvil Hareide Aarbakke, nu gift og med fælles barn. Da Ingvil døde af kræft i 2005, stod Ion alene tilbage og førte et års tid arbejdet videre ved hjælp fra volountører og assistenter. Herefter indtrådte Øivind Alexander Slaatto i N55 og senest er Sam Kronick blevet deltager. Gruppen, som nu består af tre deltagere, har på det seneste haft stor succes med værket WALKING HOUSE, et hus der går på seks ben, drevet af solen.

## Deltagere i N55
- Ion Sørvin[1]
- Øivind Alexander Slaatto (deltager indtil 2009)
- Sam Kronick
- Ingvil Aarbakke (døde i 2005)[1]
- Rikke Luther (deltager indtil 2002)
- Cecilia Wendt (deltager indtil 2002)